# Спиридоновка (Кинельский район)
Спиридоновка — железнодорожная станция (населённый пункт) в Кинельском районе Самарской области России. Входит в состав сельского поселения Комсомольский.

## География
Населённый пункт находится в центральной части Самарской области, в пределах Высокого Заволжья, в степной зоне, при железнодорожной линии Кинель — Оренбург, на расстоянии примерно 7 километров (по прямой) к востоку-юго-востоку (ESE) от Кинеля, административного центра района. Абсолютная высота — 48 метров над уровнем моря.
Климат
Климат характеризуется как умеренно континентальный, с холодной малоснежной зимой и жарким сухим летом. Среднегодовая температура воздуха — 3,8 °С. Средняя температура воздуха самого тёплого месяца (июля) — 28,4 °C (абсолютный максимум — 40 °C); самого холодного (января) — −14 °C (абсолютный минимум — −40 °C). Среднегодовое количество атмосферных осадков составляет 470 мм, из которых 290 мм выпадает в период с июня по октябрь. Снежный покров держится в течение 140—150 дней.
Часовой пояс
Спиридоновка, как и вся Самарская область, находится в часовой зоне МСК+1. Смещение применяемого времени относительно UTC составляет +4:00.

## Население
| 2010 |
| ---- |
| 34   |

Половой состав
По данным Всероссийской переписи населения 2010 года в гендерной структуре населения мужчины составляли 47,1 %, женщины — соответственно 52,9 %.
Национальный состав
Согласно результатам переписи 2002 года, в национальной структуре населения русские составляли 80 % из 40 чел.